# 추부길
추부길(秋富吉, 1956년 ~ )은 대한민국의 대학 교수, 목회자, 정치인, 언론인이다. 2008년 대통령실 정무수석 홍보기획 비서관을 역임하였다.

## 학력
- 전남대학교 심리학 학사 졸업
- 중앙대학교 신문방송대학원 언론학 석사 수료
- 리젠트대학교대학원 석사 수료 (1997.9~1998.12)
- 대한신학대학원대학교 석사 졸업(1998.3~2001.8)
- 리젠트대학교대학원 박사 수료 (2001~2005.5)

## 경력
- 2001년 안양대학교 겸임교수
- 2005년 웰커뮤니티교회 목사
- 2007년 한나라당 한반도대운하 특별위원회 부위원장, 전략기획특보
- 2007년 ~ 2008년 2월 이명박 대통령 당선인 비서실 정책기획팀 팀장
- 2008년 2월 대통령실 정무수석실 홍보기획비서관
- 2009년 북관대첩비 기념사업회 사무총장
- 2009년 아우어뉴스미디어그룹 대표이사

## 생애
전라남도 고흥군에서 태어나 광주일고, 전남대학교 심리학과, 중앙대학교 신문방송대학원을 수학하였으며, 두산그룹 오리콤, 태평양그룹 동방기획 등에서 광고, 마케팅의 일을 하다가 한길마케팅을 창업하여 수년간 일반 광고, 정치 광고의 일을 했다. 이후 Regent University의 M.Div 과정을 거쳐 대한신학대학원대학교에서 M.Div를 마쳤으며 Regent University 박사과정을 수료하였다. 2005년부터 웰커뮤니티교회의 담임목사를 역임하였으며, 한길마케팅을 창업해 이명박 대통령의 친형인 이상득 국회의원의 정치 광고를 맡은 것을 계기로 2007년 이명박 대통령의 대통령 선거 캠프에서 한나라당 한반도대운하 특별위원회 부위원장, 전략기획특보로 활동하였다. 2008년 2월부터는 대통령 홍보기획 비서관을 맡았다. 그러나, 미국 쇠고기 수입반대 촛불집회에 대하여 배후세력설과 함께 촛불집회 참가자를 `사탄의 무리'로 지칭하여 논란을 빚으면서, 결국 홍보기획 비서관직을 사퇴했다.
이후, 2009년 2월 16일 아우어뉴스미디어그룹을 창간하여 대표이사직을 맡고 있다. "사이비 좌파들의 독주를 막아야 한다. 청소해야 한다"라는 논란성이 있는 명목으로 창간하였다.

## 사건
추부길은 박연차 태광실업 회장으로부터 부정한 청탁과 함께 수억 원대의 돈을 받은 혐의로 2009년 3월 21일 자택에서 체포되었다. 2009년 5월 29일 특정범죄가중처벌법상 알선수재 혐의로 구속기소되어 징역 2년에 추징금 2억원을 선고 받았다.

## 저서
- 《가정 클리닉》 (도서출판 예향, 2003.2.10)
- 《운하야놀자-한반도대운하 시리즈》(말과창조사, 2008.1.14)
- 《왜 한반도 대운하인가: 물길은 생명길이다- 한반도대운하 시리즈》(말과창조사, 2007.10.10)
- 《운하야놀자》(월인출판사, 2007.12.1)
- 《실버사역 어떻게 할 것인가》(한국가정상담연구소 2005.12.10)

## 같이 보기
- 인터넷미디어협회
- 이명박